# Hruszowa
Hruszowa (błr. Грушава, Hruszawa; ros. Грушево, Gruszewo; hist. Hruszowo, Gruszewo, Hruszewo) – wieś na Białorusi, w rejonie kobryńskim obwodu brzeskiego, około 25 km na wschód od Kobrynia. 

## Historia
Pierwsze znane dziś wzmianki o Hruszowej pochodzą z 1404 roku, gdy wieś ta została nadana przez księcia Witolda Romanowi Fiedorowiczowi z kniaziów Kobryńskich. W 1454 roku majątkiem władał Siemion Romanowicz, po nim dziedziczką była jego córka Anna Fiedorowa (w 1495 roku). W XVI wieku dobra te były własnością Paców, później Sanguszków. Z dokumentów z 1528 roku wynika, że dobra kobryńskie były własnością królewską. W 1563 roku wybudowano we wsi pierwszą cerkiew prawosławną. W 1677 roku wieś Hruszową kupił Samuel Łubkowski. 
Wieś królewska ekonomii kobryńskiej położona była w końcu XVIII wieku powiecie brzeskolitewskim województwa brzeskolitewskiego. 
Przed rozbiorami Hruszowa leżała w województwie brzeskolitewskim Rzeczypospolitej. Po rozbiorach znalazła się na terenie powiatu kobryńskiego, należącego do guberni słonimskiej (1796), litewskiej (1797–1801), a później grodzieńskiej (1801–1915) Imperium Rosyjskiego.
Po zduszeniu insurekcji kościuszkowskiej majątek został przejęty przez władze carskie i podarowany przez carycę Katarzynę II księciu Aleksandrowi Suworowowi, od którego w 1812 roku Hruszową kupił Antoni Rodziewicz (zm. w 1839 roku), chorąży kobryński, dziad Marii Rodziewiczównej (możliwe, że majątek kupił jego ojciec, Seweryn). Kolejnymi właścicielami majątku byli: Teodor (1818–1875), syn Antoniego, później brat Teodora, Henryk (zm. w 1881 roku). Ostatnią właścicielką Hruszowej, aż do 1939 roku, była Maria Rodziewiczówna (1864–1944), córka Henryka.
Po ustabilizowaniu się granicy polsko-radzieckiej w 1921 roku Hruszowa znalazła się na terenie Polski, w gminie Horodec powiatu kobryńskiego województwa poleskiego, od 1945 roku – w ZSRR, od 1991 roku – na terenie Republiki Białorusi.

## Dwór w Hruszowej
Antoni Rodziewicz wybudował tu obszerny dwór w 1825 roku. Składał się on z trzech utrzymanych w tym samym stylu murowanych budynków, rozlokowanych wokół dziedzińca. Centralny, dziewięcioosiowy piętrowy dom miał portyk o czterech potężnych kolumnach w wielkim porządku dźwigających trójkątny fronton. Napis na frontonie głosił: „Boże, błogosław mieszkańcom. Dom ten zbudowany w jubileuszowym roku 1825 przez Antoniego i Eleonorę z Giełgudów Rodziewiczów”.

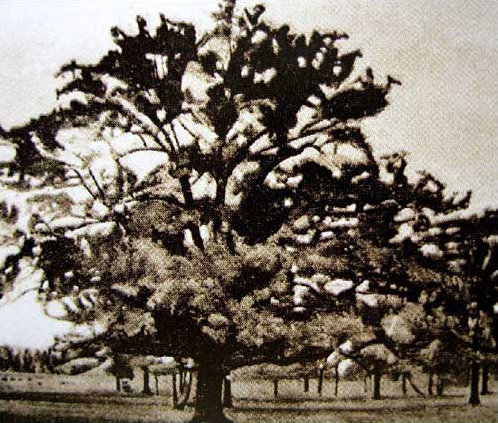
Dąb Dewajtis w Hruszowej, (1937)
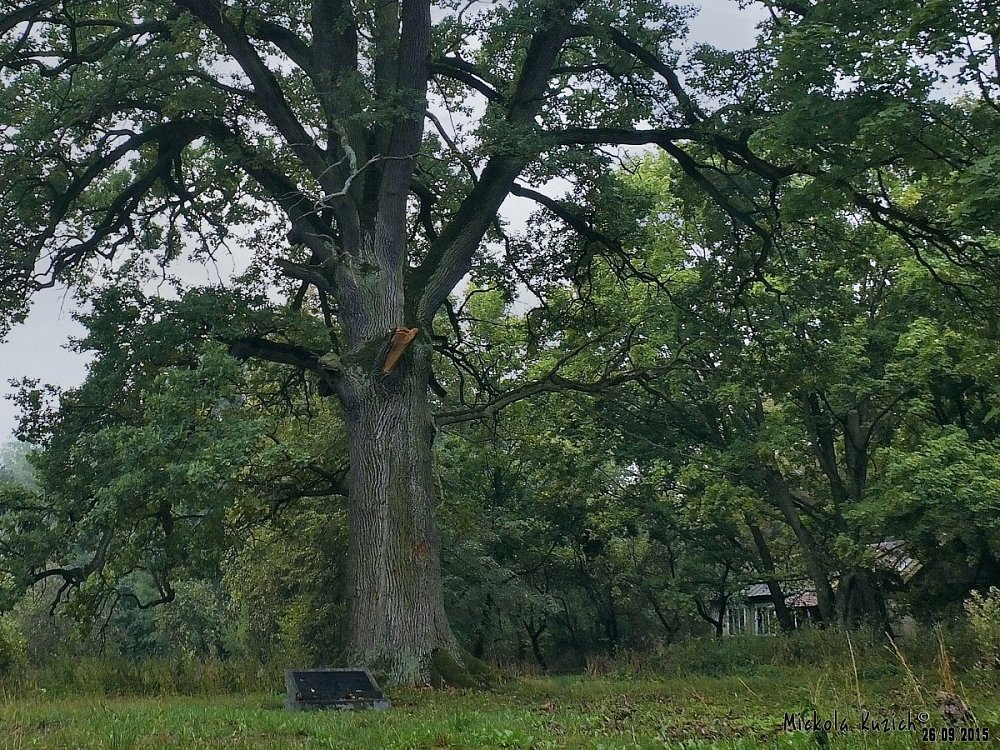
Dąb Dewajtis w Hruszowej (2015)
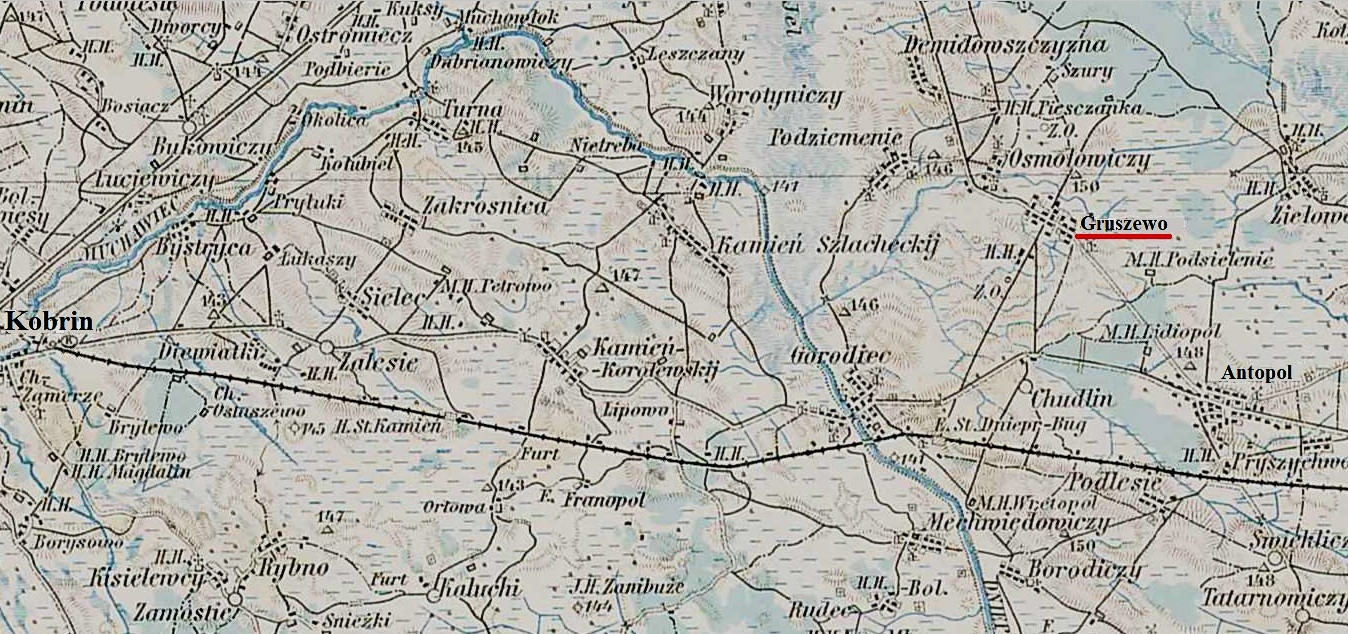
Kobrin, Antopol, Gruszewo  (1910)
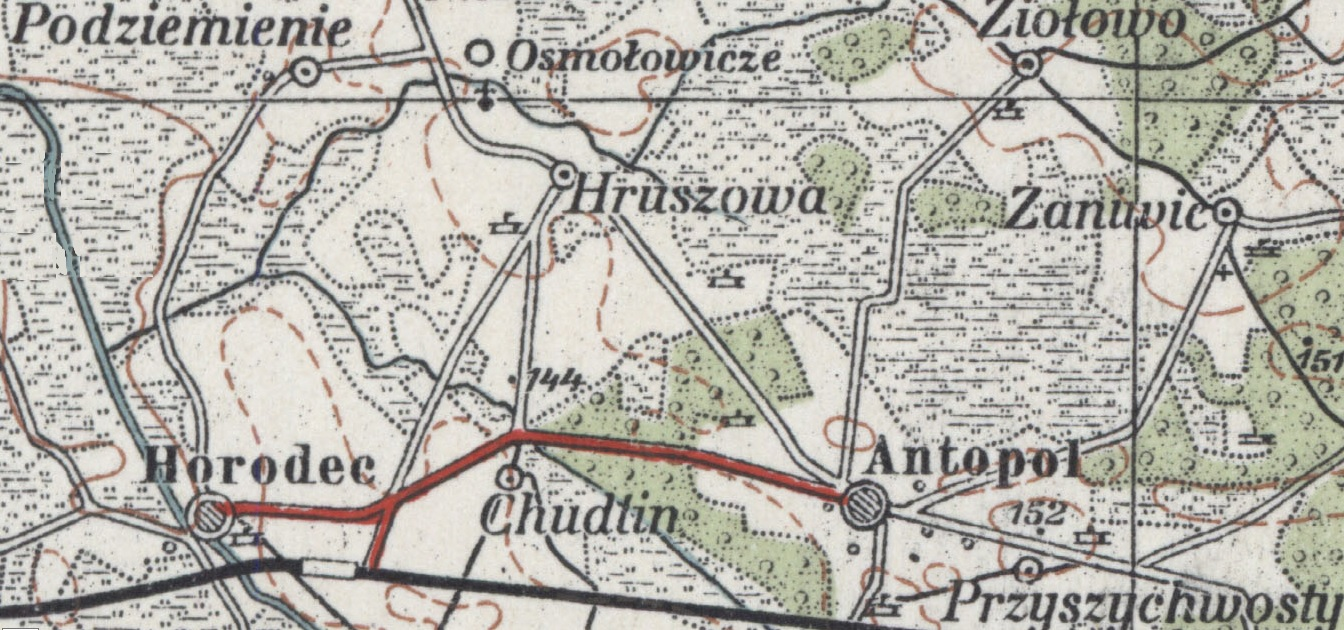
Hruszowa, na mapie (1927)